# SPI International Polska
SPI International Polska – firma od 1999 zajmująca się dystrybucją i produkcją filmową pod dwiema markami: SPI i SPInka.
Obecnie firma jest nadawcą kilkunastu kanałów telewizyjnych. W swoim portfolio posiada kanały filmowe: Kino Polska HD, Kino TV HD, FilmBox Extra HD, FilmBox Premium HD, FilmBox Family, FilmBox Action, FilmBox Arthouse, FilmBox Arthouse HD, sportowe FightBox, FightBox HD, serialowy Dizi, dokumentalny DocuBox, o modzie FashionBox, skierowany do mężczyzn Fast & FunBox HD, muzyczne Kino Polska Muzyka i 360 TuneBox oraz ogólnotematyczny Zoom TV. Spółka jest także współwłaścicielem kanału Stopklatka.
SPI - jest dystrybutorem takich komercyjnych filmów jak Sin City: Miasto grzechu, Asterix i Obelix: Misja Kleopatra, Asterix na Olimpiadzie, Next czy Pulp Fiction.
SPInka, zajmowała się kinem artystycznym, wprowadziła na ekrany polskich kin tytuły, jak: Chicago, Frida, Godziny, Królowa, czy Polak potrzebny od zaraz (It's a Free World) nagrodzone na festiwalu w Wenecji dzieło Kena Loacha, koprodukowane przez SPI.
Od 2002 roku firma zajmuje się również produkcją filmową. Filmy koprodukowane przez SPI to Symetria Konrada Niewolskiego, Wesele i Dom zły Wojciecha Smarzowskiego oraz Rozmowy nocą w reżyserii Macieja Żaka ze scenariuszem Karoliny Szymczyk-Majchrzak, wyróżnionym w konkursie Hartley-Merrill Nagrodą Polskiego Instytutu Sztuki Filmowej. Filmy te przyciągnęły do polskich kin setki tysięcy widzów oraz zdobyły uznanie na festiwalach filmowych w kraju i na świecie. Kolejne filmy SPI odniosły sukces na festiwalach polskich filmów w Gdyni. Zarówno Teraz ja Anny Jadowskiej, jak i Chaos Xawerego Żuławskiego otrzymały nagrody za Najlepszy Debiut Reżyserski.
Filmy dystrybuowane przez SPI (także te w High Definition) można również oglądać za pomocą usługi VOD (wideo na życzenie) – FilmBox Live.